# Kleinparadiesvogel
Der Kleinparadiesvogel (Paradisaea minor), auch Kleiner Paradiesvogel oder Gelb-Paradiesvogel genannt, ist eine Vogelart aus der Gattung der Eigentlichen Paradiesvögel innerhalb der Familie der Paradiesvögel (Paradisaeidae). Er kommt ausschließlich auf Neuguinea vor, wo er im Westen und Norden eine häufige und weit verbreitete Art ist. Es besteht ein ausgeprägter Geschlechtsdimorphismus, beide Geschlechter sind jedoch unverwechselbar. Der westlichen Welt ist der Kleinparadiesvogel seit der ersten Hälfte des 17. Jahrhunderts bekannt, da die Schiffsmannschaft von Ferdinand Magellan von ihrer ersten Weltumsegelung Vogelbälge dieser Art mit nach Europa brachte.
Die Art wird von der IUCN als ungefährdet (least concern) eingestuft. Es werden mehrere Unterarten unterschieden.

## Beschreibung

### Körperbau und -maße
Der Kleinparadiesvogel erreicht eine Körperlänge von 32 Zentimeter. Beim Männchen misst der Flügel zwischen 18 und 19,6 Zentimeter, beim Weibchen dagegen zwischen 15,2 und 17,4 Zentimeter. Die Männchen haben wie viele Paradiesvögel ein mittleres Steuerfederpaar, das weit über das übrige Schwanzgefieder hinausragt. Es misst zwischen 42 und 64 Zentimeter, während das übrige Schwanzgefieder zwischen 11,6 und 13,3 Zentimeter lang ist. Beim Weibchen reicht das mittlere Steuerfederpaar dagegen kürzer als das übrige Schwanzgefieder: Es misst zwischen 9,3 und 11,8 Zentimeter, während die übrigen Steuerfedern zwischen 10,3 und 12,6 Zentimeter lang sind. Der Schnabel misst bei beiden Geschlechtern zwischen 3,4 und 4,3 Zentimeter. Die Männchen wiegen zwischen 185 und 285 Gramm, die Weibchen bleiben mit 145 bis 186 Gramm etwas leichter.

### Männchen

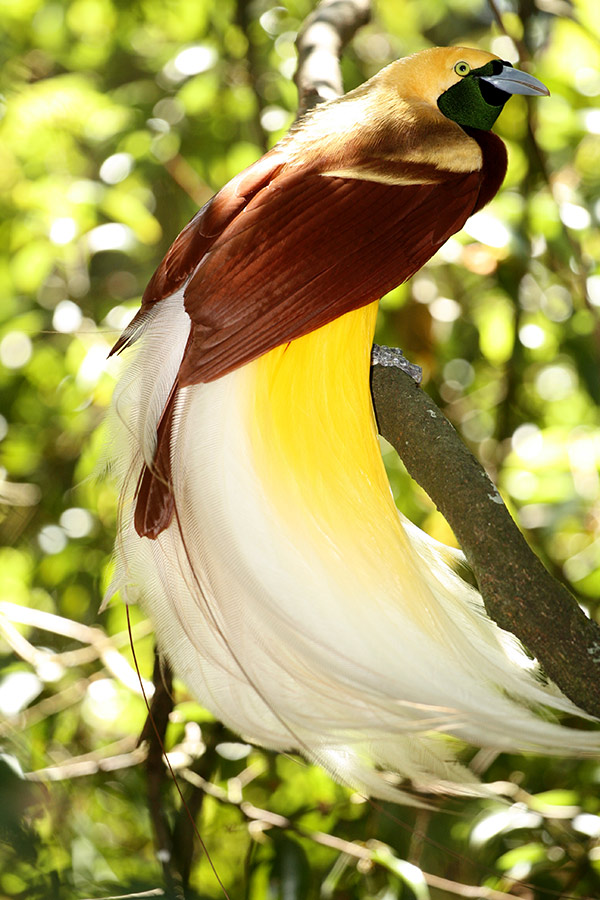
Männchen

Zügel, Vorderkopf, Ohrdecken, Bartstreif, Kinn und Kehle sind samtschwarz und haben bei entsprechendem Lichteinfalls einen intensiven smaragdgrünen Schimmer. Der übrige Kopf ist blass orangegelb und kann bei bestimmten Lichtverhältnissen silberne Schlaglichter bilden, die sich auch auf dem Nackengefieder und dem Mantel wiederfinden. Der Nacken und der Mantel sind ansonsten rotbraun, der Rücken und die Flügel dagegen sind sepiafarben. Der Bürzel und die Oberschwanzdecken haben einen etwas intensiveren rotbräunlichen Ton. Das stark verlängerte mittlere Steuerfederpaar hat nur im basalen Teil Außenfahnen, die die gleiche Farbe wie das übrige Schwanzgefieder haben. Sie gehen dann in braune drahtartige Federschäfte über.
Die Brust ist rötlich erdbraun, auf dem Bauch, den Schenkel und den Unterschwanzdecken geht das Gefieder in einen walnussbraunen Ton über. Die Schwanzdecken sind stark verlängert. Ebenfalls stark verlängert sind die Federn der Flanken, wobei die vorderen Federn teils vollständig leuchtend gelb sind oder auf der basalen Hälfte gelb und dann in ein weiß übergehen und die hinteren wie die verlängerten Schwanzdecken cremeweiß bis leuchtend weiß sind.
Der Schnabel ist kalkig blaugrau, die Iris ist dunkelgelb. Die Beine und Füße sind graubraun. Das Schnabelinnere ist matt fleischfarben.

### Farbmorphen beim Männchen
Nach lokaler Überlieferung sind sehr alte Männchen im Gesicht, Hals und am Nacken deutlich dunkler gefiedert als die jungen Männchen. Es ist außerdem mindestens ein teils albinotisches Männchen beobachtet worden. Dieses war glänzend weiß und wies nur auf dem Scheitel, dem Mantel und den Flügeldecken gelbliche Federn auf. Bei einem anderen Männchen waren Flügel und Schwanzgefieder blass braun.

### Weibchen

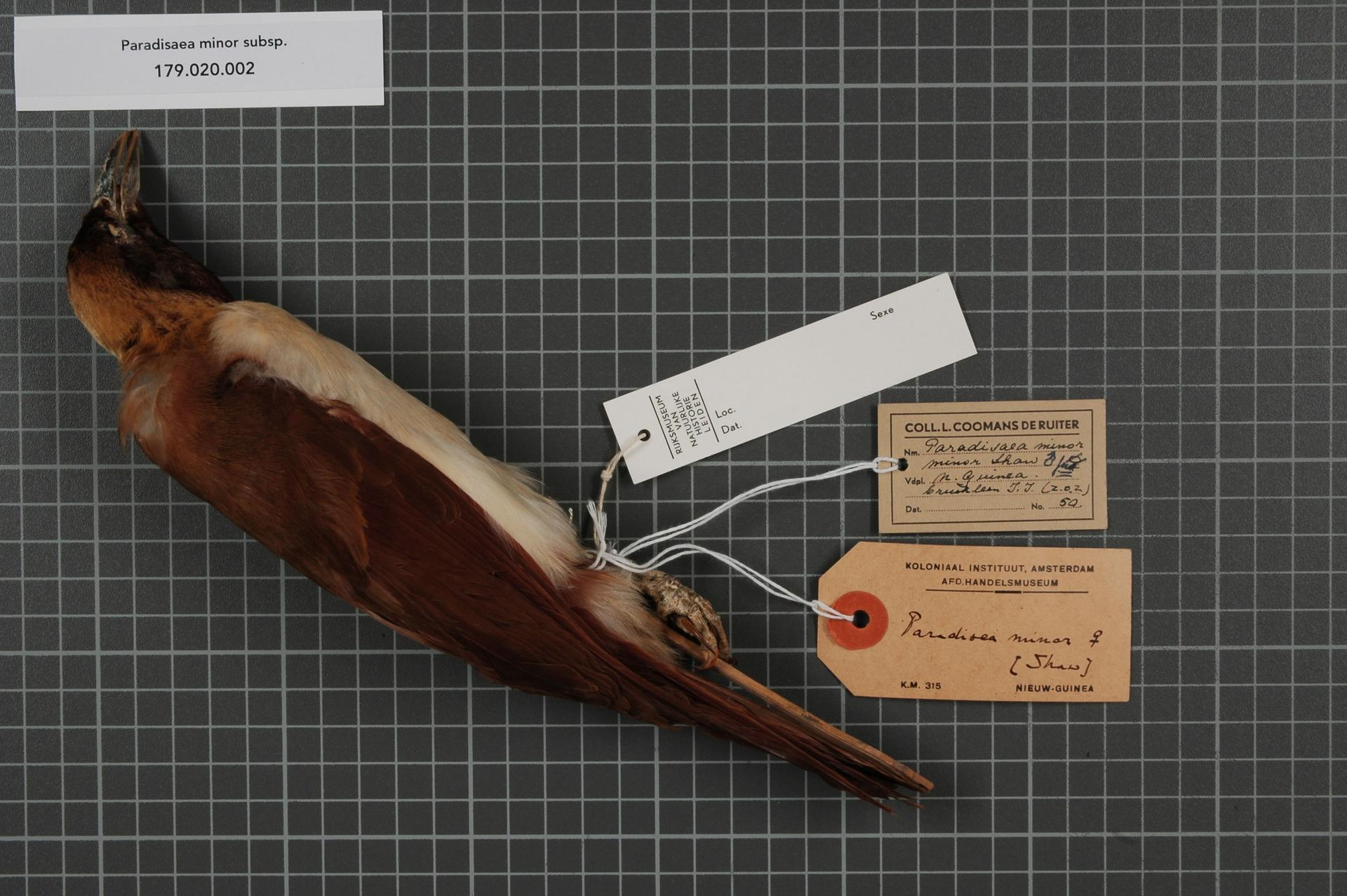
Vogelbalg des Weibchens

Das Weibchen hat auffallend kürzere Flügel als das Männchen. Der gesamte Kopf ist warm sepiafarben und geht am Hinterkopf ist ein orangegelb über. Der Nacken ist rein orangegelb, der Mantel dagegen walnussbraun. Die kleinen Flügeldecken und die äußeren Säume der großen Flügeldecken sind matt gelblich-rötlichbraun. Das mittlere Steuerfederpaar ist kürzer, schmäler und spitzer zulaufend als die übrigen Steuerfedern. Die gesamte Körperunterseite ist weißlich mit einem blass weinroten Schimmern auf den Flanken, den Unterschwanzdecken. Die Vorderbrust ist weinrot, die Kehle dunkler.

## Verbreitungsgebiet, Unterarten und Lebensraum
Das Verbreitungsgebiet erstreckt sich von der Insel Misool, einer der vier Hauptinseln des Archipels von Raja Ampat vor der Küste Westneuguineas, über den Vogelkop über die nördliche Hälfte Zentralneuguineas bis zur Nordküste der Huon-Halbinsel als das östlichste Verbreitungsgebiet. Dort überlappt sich das Verbreitungsgebiet auch mit dem des Raggi-Paradiesvogels. Die Höhenverbreitung reicht von den Tiefebenen bis in Höhenlagen von etwa 1550 Metern.

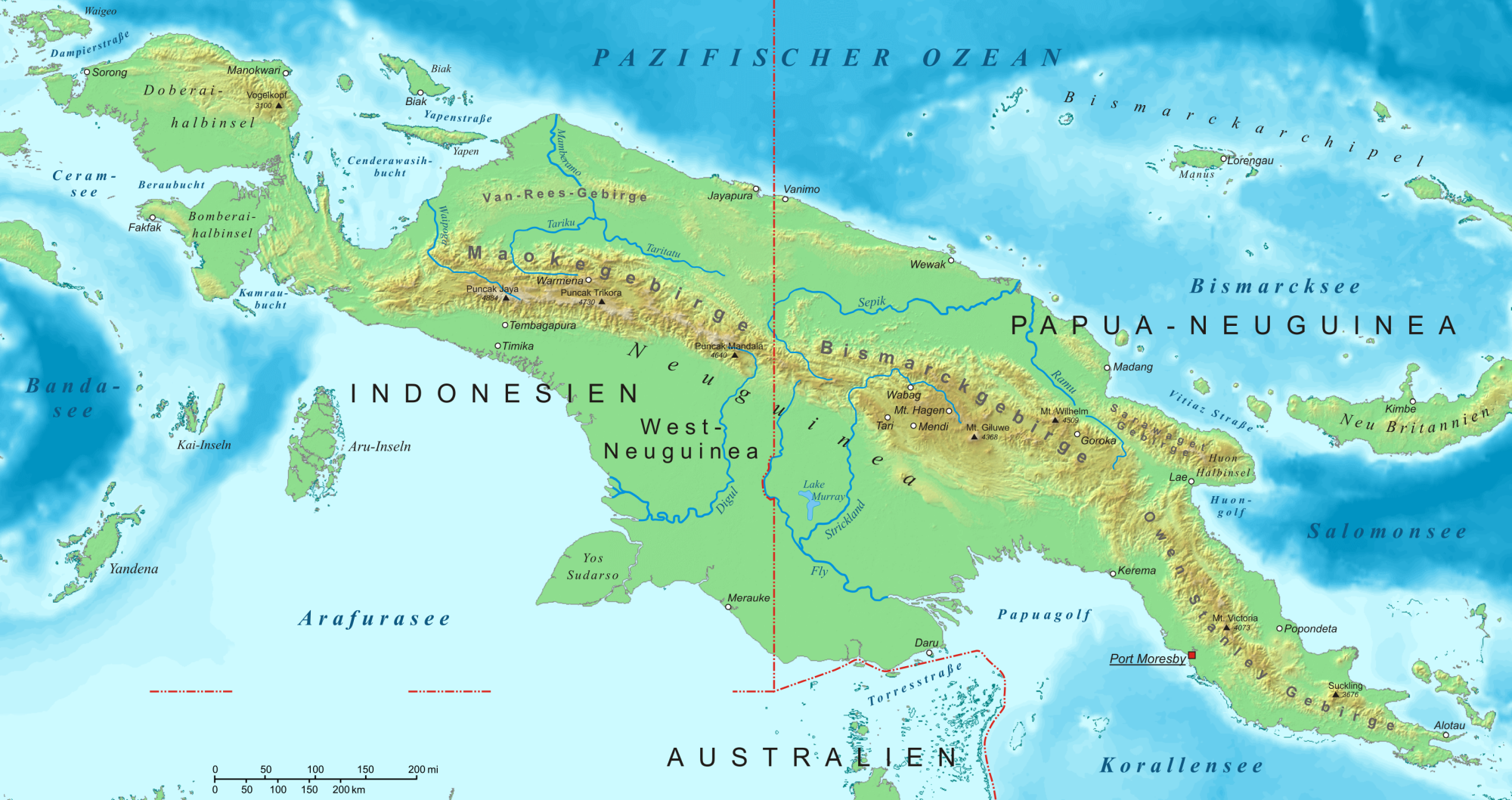
Neuguinea

Es werden die folgenden Unterarten unterschieden:
- P. m. minor –  Shaw, 1809 – Insel Misool und die westliche Hälfte von Neuguinea bis etwa zur Grenze zwischen Westneuguinea und Papua-Neuguinea.
- P. m. jobiensis –  Rothschild, 1897 – Insel Yapen in der Cenderawasih-Bucht.
- P. m. finschi –  A. B. Meyer, 1885 – Nördliches Papua-Neuguinea von der Grenze zu Westneuguinea bis zur Huon-Halbinsel.

Der Kleinparadiesvogel ist ein häufiger und weiterverbreiteter Vogel in den Tiefebenen und Bergwäldern der Vorgebirge. Er kommt nicht ausschließlich in Primärwald vor, sondern besiedelt auch Waldränder und Sekundärwald. Ähnlich wie der Raggi-Paradiesvogel hat er sich Lebensräumen angepasst, die vom Menschen stark überformt sind. Er hält sich gewöhnlich im oberen Baumkronenbereich auf, kommt gelegentlich aber auch in Bodennähe und ist selbst auf kultivierten Flächen zu sehen, wenn diese Bäume aufweisen.

## Lebensweise

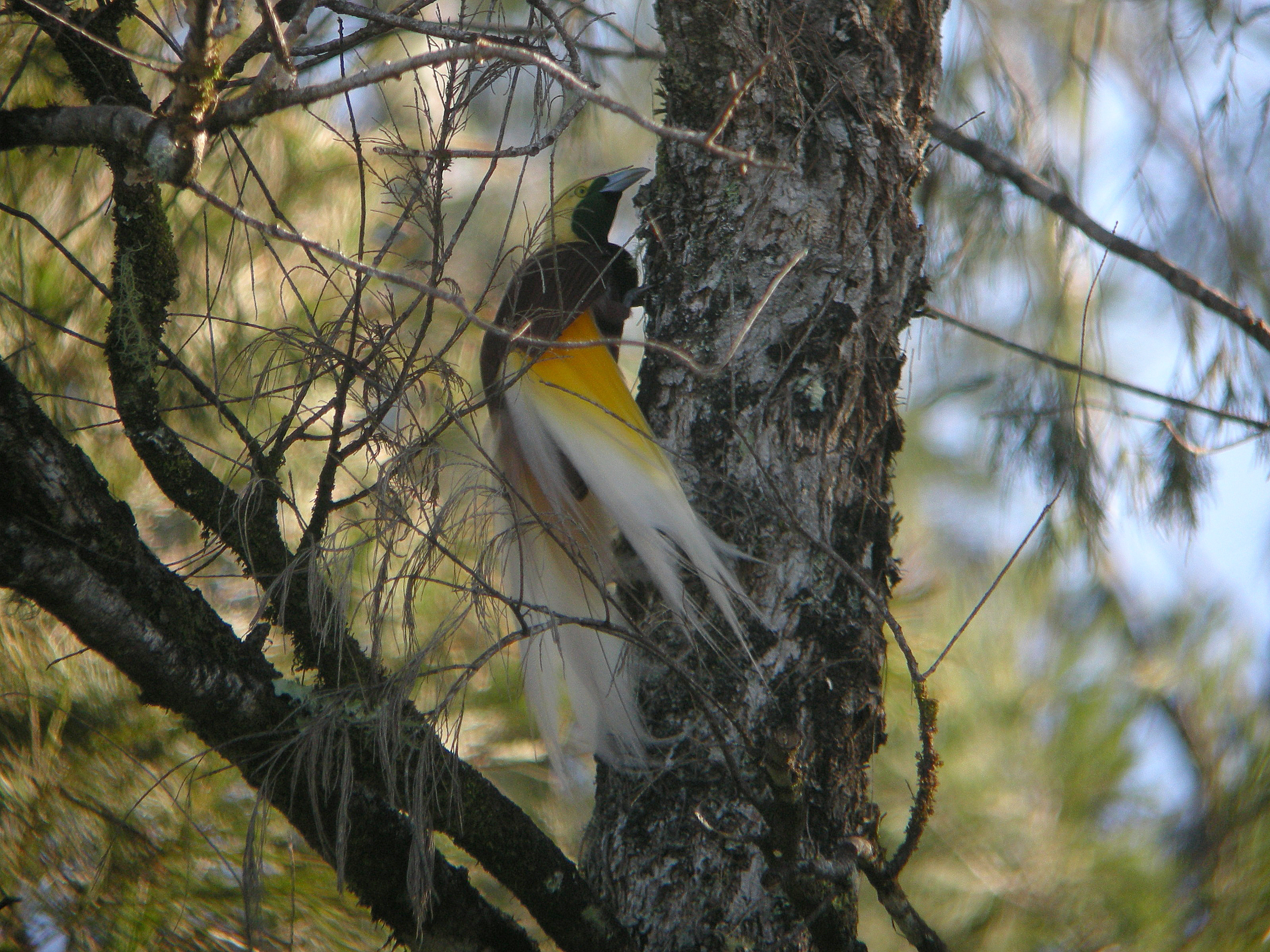
Männchen, Papua-Neuguinea

Grundsätzlich sind die Männchen scheuer und halten sich tendenziell eher im Waldesinneren und in herangewachsenem Sekundärwuchs auf. Die Weibchen, die ein weniger auffälliges Gefieder als die Männchen haben, sind dagegen in einer größeren Bandbreite von Lebensräumen anzutreffen. Im Vergleich zu dem zur selben Gattung gehörenden Raggi-Paradiesvogel ist der Kleinparadiesvogel jedoch insgesamt mehr von Waldgebieten abhängig.
Die Nahrung des Kleinparadiesvogels wird von Früchten dominiert. Während der Nahrungssuche hängen sie gelegentlich kopfüber von den Ästen, um an bestimmte favorisierte Früchte zu gelangen. Andere Vogelarten wie beispielsweise die Rosabrust-Kuckuckstaube werden aus fruchttragenden Bäumen vom Kleinparadiesvogel vertrieben.
Sie fressen neben Früchten auch Wirbellose, die sie von kleinen Ästen, der Unterseite von größeren Ästen, zwischen der Baumrinde, im Schlingpflanzengewirr und Epiphyten in einer Höhe zwischen 8 und 20 Meter suchen. Sie schließen sich während der Nahrungssuche gelegentlich auch anderen Arten an wie beispielsweise Königs-Paradiesvogel, Fadenhopf, Jobiparadieskrähe und Braunschwanz-Paradieshopf.

## Fortpflanzung
Wie die überwiegende Zahl der Paradiesvögel ist auch der Kleinparadiesvogel polygyn, das heißt, das Männchen paart sich nach Möglichkeit mit mehreren Weibchen. Das jeweilige Weibchen zieht alleine den Nachwuchs groß.

### Balz
Die Balz erfolgt auf Leks, einem Balzplatz, bei dem mehrere Männchen gemeinsam um ein Weibchen balzen. Nach Untersuchungen in einzelnen Regionen sind es in der Regel 3 Männchen, die gemeinsam balzen. Es kommen an einzelnen Leks jedoch auch 10 bis 20 ausgewachsene Männchen zusammen. Daneben können sich an den Balzplätzen mehrere subadulte Männchen einfinden.
Die Balz findet anders als bei vielen anderen Paradiesvögeln nicht auf dem Boden, sondern auf bestimmten Ästen von einem oder mehreren nebeneinander stehenden Bäumen statt. Diese fast waagerecht verlaufenden Äste sowie ihre unmittelbare Umgebung werden von den Männchen von ihren Blättern befreit. An einem über mehrere Tage beobachteten Lek im Baiyer River Sanctuary nutzten balzten Männchen täglich auf acht Ästen des Leks. Vier der Äste wurden eindeutig jeweils nur von einem, jeweils eindeutig identifizierbaren Männchen genutzt. Auch bei den anderen vier Ästen ist es möglich, dass nur jeweils ein Männchen den Ast zum Balzen nutzte. Allerdings ließen sich diese Männchen nicht eindeutig an ihrem Gefieder identifizieren. Die Männchen balzten morgen zwischen 6 und 9 Uhr sowie am Nachmittag zwischen 14 Uhr 30 und 17 Uhr 15. Von den 26 Paarungen, zu denen es während der Beobachtungszeit kam, entfielen 25 auf ein einzelnes Männchen.
Die Leks bestehen in der Regel über mehrere Jahre hinweg. Mitglieder indigenen Ethnien hielten fest, dass sie an einzelnen Balzplätzen mindestens drei Generationen lang die Männchen in ihrem Prachtgefieder gejagt hätten. Damit bestünden die Balzplätze teils mindestens 60 bis 100 Jahre.

### Nest und Gelege
Es sind bislang nur wenige Nester in freier Wildbahn gefunden worden. Die Nester befanden sich hoch oben in einer Astgabel. Das Nest ist napfförmig. Ein untersuchtes Nest hatte einen Durchmesser von 12 bis 13 Zentimeter und war 8 Zentimeter hoch. Es war aus kleinen, drahtartigen Wurzeln gebaut und an der Außenseite teilweise mit toten Blättern bedeckt. In Gefangenschaft gehaltene Weibchen begannen mit dem Nestbau typischerweise 7 Tage vor Eiablage und benötigten zwei bis fünf Tage, bis das Nest fertig erstellt war.
Das Gelege besteht gewöhnlich aus einem Ei, selten umfasst ein Gelege zwei Eier. Die Eier haben eine blass-rosa Grundfarbe mit den für die Unterfamilie der Eigentlichen Paradiesvögel typischen länglichen braunen und rotbraunen Flecken. In Gefangenschaft gehaltene Weibchen legten ein einzelnes Ei bereits drei Tage nach der Paarung mit dem Männchen.

### Brutdauer und Aufzucht der Jungvögel
In Gefangenschaft gehaltene brütende Weibchen verbringen im Schnitt nur 54 Minuten außerhalb des Nestes. Diese ungewöhnlich lange Verweildauer am Nest hängt aber mit großer Sicherheit mit dem optimalen Futter und Wasserangebot in der Gefangenschaftshaltung zusammen. In freier Wildbahn dürften die Weibchen deutlich mehr Zeit mit Nahrungs- und Wassersuche verbringen. Die Nestlinge schlüpften alle nach 18 Tagen. Ein unmittelbar nach dem Schlupf gewogener Nestling wog 10,4 Gramm.
Bei einer Handaufzucht eines in Gefangenschaft geschlüpften Nestlings erschienen am 11. Lebenstag Federn auf Rücken und Schultern. Ab dem 15. Lebenstag begann er sein Gefieder zu pflegen und nahm zu dem Zeitpunkt täglich zwischen 3 und vier Gramm zu. Ab dem 19. Lebenstag konnte er auf einem Ast aufbaumen und ab dem 20. Lebenstag begann er nach Futter zu picken. Zu einer selbständigen Nahrungssuche war er ab dem 40. Lebenstag in der Lage. Eine ähnliche Entwicklung wurde bei zwei Nestlingen beobachtet, die in Gefangenschaft vom weiblichen Elternvogel großgezogen wurden. Sie verließen an ihrem 18. Lebenstag das Nest. Einer wurde noch am 42. Lebenstag vom Weibchen gefüttert, während der andere Jungvogel ab dem 28. Lebenstag selbständig nach Nahrung zu suchen begann.

## Hybride mit anderen Paradiesvögeln
Die Neigung von Paradiesvögeln, sich mit anderen Arten ihrer Familie zu kreuzen, ist bereits zu Beginn des 20. Jahrhunderts von Anton Reichenow und damit fast früher als für jede andere Vogelfamilie beschrieben worden. Es sind dabei meistens die Männchen, die mit ihrem stark abweichenden Gefieder auffallen. Gelegentlich werden sie zunächst als eigenständige Art beschrieben. So gilt das Typusexemplar, das ursprünglich als Janthothorax bensbachi beschrieben wurde, mittlerweile als Kreuzung zwischen dem Prachtparadiesvogel und dem Kleinparadiesvogel. Es ist unter den in Museen vorhandenen Bälgen nur ein einziges bekannt. Dagegen kennt man fünf Bälge, die mit großer Wahrscheinlichkeit aus Kreuzungen zwischen dem Fadenhopf und dem Kleinparadiesvogel hervorgegangen sind. Sie wurden ursprünglich als Paradiese mirabilis oder Janthothorax mirabilis beschrieben. Ein weiteres Typusexemplar gilt als Kreuzung des Kleinparadiesvogels mit dem Sichelschwanz-Paradiesvogel.
Entlang des oberen Lauf des Ramu gibt einen 35 Kilometer breiten Korridor, in dem sich das Verbreitungsgebiet von Raggi-Paradiesvogel und Kleinem Paradiesvogel überlappen. In diesem Gebiet sind eine Reihe von Hybriden zwischen den beiden Arten beobachtet worden. Möglicherweise überlappt sich auch an der Westküste der Huon-Halbinsel das Verbreitungsgebiet der beiden Arten, so dass sie auch dort Hybriden finden.

## Kleinparadiesvögel und Mensch

### Jagd

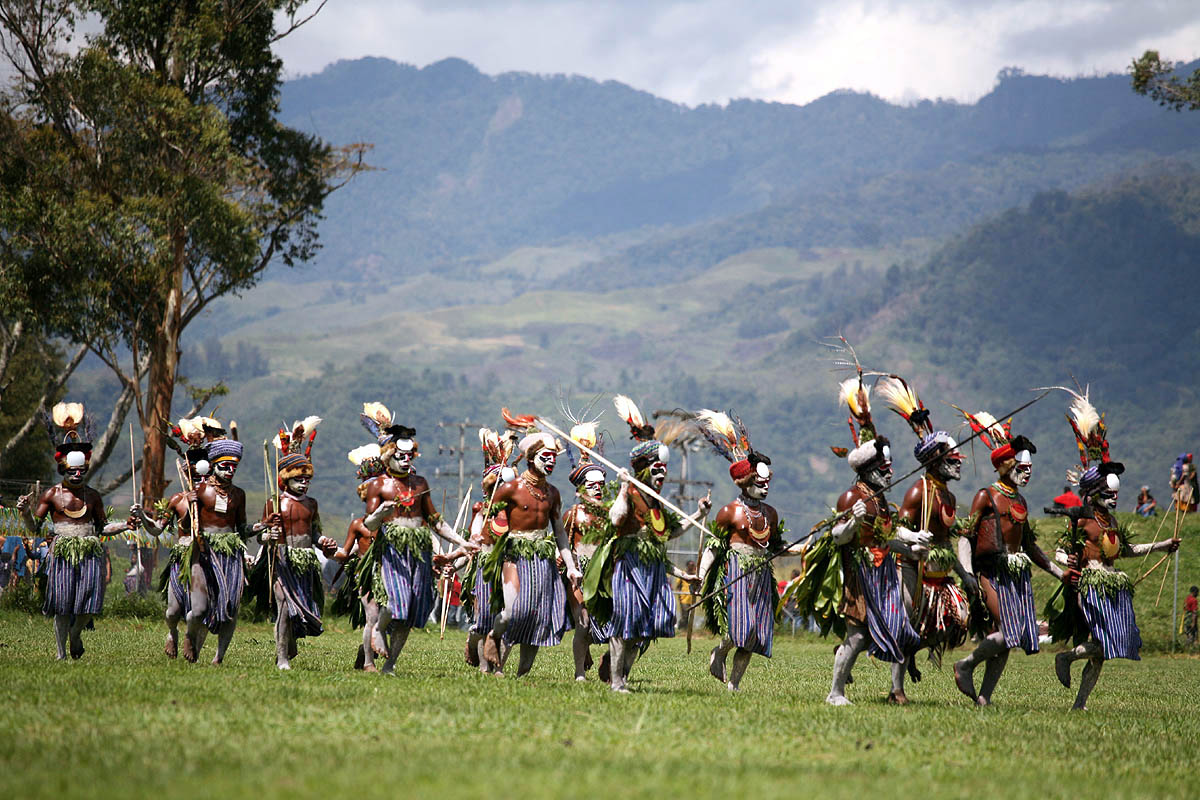
Tänzer aus dem Tambul-Distrikt beim Mount-Hagen-Festival, zu dem jedes Jahr am 3. Wochenende im August die Völker des Hochlands Papua-Neuguineas zusammenkommen und ihre traditionellen, mit Federn von Paradiesvögeln geschmückten Kostüme zeigen

Die Federn des Kleinparadiesvogels werden von indigenen Völkern Neuguineas zu traditionellem Kopf- und Körperschmuck verarbeitet. Es werden ausschließlich die Männchen bejagt. Trotz der seit Generationen bestehenden Jagd ist die Population stabil und er ist in einigen Regionen sehr häufig – so zählt der Kleinparadiesvogel auf der Insel Yapen zu den häufigsten Vögeln sowohl in der Tiefebene, im Vorgebirge als auch in Bergwäldern.

### Haltung
Alfred Wallace sandt bereits in den 1860er Jahren ein Paar Kleinparadiesvögel nach Großbritannien, das Paar wurde ab April 1860 im Londoner Zoo gehalten. Kleinparadiesvögel sind bereits erfolgreich in Zoohaltung nachgezüchtet worden. Bei einer Nachzucht erfolgte die Paarung zwischen einem Weibchen und einem Männchen, das noch sein dem weiblichen Gefieder gleichenden Jugendkleid trug. Es wurden außerdem eine Reihe anderer Beobachtung zu Brutdauer und Aufzucht der Nestlinge gesammelt, die bislang bei in freier Wildbahn vorkommenden Vögeln noch nicht beobachtet werden konnte.

## Einzelbelege
1. ↑   Frith & Beehler: The Birds of Paradise - Paradisaeidae. S. 439.
2. 1 2   Frith & Beehler: The Birds of Paradise - Paradisaeidae. S. 441.
3. ↑   Handbook of the Birds of the World zum Kleinparadiesvogel, aufgerufen am 6. August 2017.
4. 1 2 3 4 5 6   Frith & Beehler: The Birds of Paradise - Paradisaeidae. S. 442.
5. 1 2   Frith & Beehler: The Birds of Paradise - Paradisaeidae. S. 440.
6. ↑   Frith & Beehler: The Birds of Paradise - Paradisaeidae, S. 443.
7. 1 2 3 4   Frith & Beehler: The Birds of Paradise - Paradisaeidae. S. 444.
8. 1 2   Frith & Beehler: The Birds of Paradise - Paradisaeidae, S. 446.
9. 1 2 3   Frith & Beehler: The Birds of Paradise - Paradisaeidae, S. 447.
10. ↑   McCarthy: Handbook of Avian Hybrids of the World. S. 228.
11. 1 2   McCarthy: Handbook of Avian Hybrids of the World. S. 231.
12. ↑   McCarthy: Handbook of Avian Hybrids of the World, S. 229.
13. ↑   Frith & Beehler: The Birds of Paradise - Paradisaeidae, S. 448.